# Two Days and Two Nights
Two Days and Two Nights is de 24e aflevering van de serie Star Trek: Enterprise van 97 in totaal. 

## Verloop van de aflevering in hoofdlijnen
Als de USS Enterprise aankomt bij de planeet Risa, een bekende vakantieplaneet mag een deel van de bemanning het schip verlaten om een tijd op de planeet te verblijven. Tijdens de aflevering wordt de vakantie van kapitein Jonathan Archer, luitenant Malcolm Reed, overste Charles Tucker en de vaandrigs Hoshi Sato en Travis Mayweather gevolgd. Archer gaat naar een hotelkamer, op zoek naar een aantal dagen ontspanning. Reed en Tucker bezoeken lokale bars in de hoop indruk te maken op de vrouwelijke inwoners van de planeet. Sato zoekt ook contact met de lokale bevolking, maar slechts om haar linguïstiek te verbeteren. Mayweather ten slotte, gaat rotsenwanden beklimmen. Ondertussen is het tijd voor de winterslaap van dokter Phlox, die ongeveer drie dagen duurt.
Van geen van allen verloopt dit volgens plan; Archer raakt aan de praat met een vrouw die in hetzelfde hotel verblijft. Zij blijkt later echter een Tandaraanse agente te zijn, die informatie probeert te achterhalen over een eerdere bevrijdingsactie van de bemanning van de Enterprise (zie Detained). Reed en Tucker denken geslaagd te zijn in hun missie een tweetal vrouwen te versieren. Als ze met zijn vieren in de kelder aankomen blijkt echter dat het tweetal in werkelijkheid wordt overvallen door twee als vrouwen vermomde, mannelijke overvallers. Sato wordt verliefd op iemand die van een exotische, ver weg gelegen planeet komt en belandt naast hem in bed. Mayweather ten slotte, verongelukt tijdens het klimmen, en belandt in de ziekenboeg van de Enterprise. Daar blijkt dat hij dringend een behandeling nodig heeft. Om die reden wordt Phlox uit zijn winterslaap gehaald. Ondanks dat hij in een erg verwarde staat is na zijn onderbroken winterslaap, weet hij hem succesvol te behandelen.
Uiteindelijk gaan alle bemanningsleden weer terug naar de Enterprise. Onderweg verteld niemand iets over hun werkelijke avonturen op de planeet.

## Achtergrondinformatie
- Kellie Waymire, die in deze aflevering de rol van Elizabeth Cutler vervult, overleed kort na de opname van deze aflevering op 36-jarige leeftijd aan een hartaandoening. Haar personage werd na deze aflevering niet meer gebruikt.
- De regisseur van deze aflevering, Michael Dorn, speelde zelf onder meer Worf in zowel Star Trek: The Next Generation als Star Trek: Deep Space Nine.
- Deze aflevering won een Emmy Award in de categorie Outstanding Hairstyling For A Series (Uitstekend kapperswerk in een serie).

## Acteurs

### Hoofdrollen
- Scott Bakula als kapitein Jonathan Archer
- John Billingsley als dokter Phlox
- Jolene Blalock als overste T'Pol
- Dominic Keating als luitenant Malcolm Reed
- Anthony Montgomery als vaandrig Travis Mayweather
- Linda Park als vaandrig Hoshi Sato
- Connor Trinneer als overste Charles "Trip" Tucker III

### Gastacteurs
- Dey Young als Keyla
- Kellie Waymire als Elizabeth Cutler
- Rudolf Martin als Ravis
- Joseph Will as Michael Rostov

### Bijrollen

#### Bijrollen die in de aftiteling vermeld zijn
- DonnaMarie Recco als Dee'Ahn
- James Ingersoll als een Risiaanse man
- Jennifer Williams als een Risiaanse vrouw
- Geoff Meed als Dee'Ahn
- Stephen Wozniak als Latia

#### Bijrollen die niet in de aftiteling vermeld zijn
- Jef Ayres als Haynem
- Solomon Burke Junior als Billy
- Dennis Cockrum als Freebus (alleen in een verwijderde scène)
- Stacy Fouche als een bemanningslid van de Enterprise
- Heidi Franz als barvrouw
- Whitney Hall als serveerster
- Glen Hambly als een bemanningslid van de Enterprise (alleen in een verwijderde scène)
- John Jurgens als een bemanningslid van de Enterprise
- Martin Ko als een bemanningslid van de Enterprise
- Carlos Milano als een serveerster
- Marlene Mogavero als een bemanningslid van de Enterprise
- Dawn Stern as Latia (female)
- Thelma Tyrell als een bemanningslid van de Enterprise
- Prada als Porthos